# 松本道弥
松本 道弥（まつもと みちや、1998年8月23日 - ）は、CBCテレビのアナウンサー。

## 経歴
- 兵庫県神戸市生まれ。アメリカ[3]、東京都で育つ。
- 城北中学校・高等学校[4][5]、慶應義塾大学法学部卒業。
- 学生時代にフジテレビアナウンストレーニング講座アナトレに通っていた[6]。
- 2021年4月にCBCテレビ入社。同年6月30日にYouTubeのCBCアナウンサーチャンネルでデビュー[7]。その後、7月24日の『なるほどプレゼンター!花咲かタイムズ』、7月26日放送の『つボイノリオの聞けば聞くほど』でアナウンサーデビュー。

## 人物
- 趣味：買い物、ダーツ、サイクリング、映画、ゲーム
- 特技：中学時代から続けている弓道[8]
- 好きな飲み物：ビール[8]
- 音楽：Official髭男dismの『宿命』が思い出の曲。WurtSが好き。カラオケは『炎と森のカーニバル』をよく歌う[1]。
- ペット歴：実家で犬を二匹飼っている(名前はメイとマロ)
- アルバイト歴：Uber Eatsの配達員[1]
- 家族：祖父がキー局の報道記者だった[9]。

## 現在の担当番組

### テレビ
- CBCニュース（不定期）
- チャント!（2021年10月4日 - 2023年3月30日、月・木曜プレゼンター）[注 2]
  - (2023年4月7日- 8月4日、第1・第3金曜日、リポーター) ：「あなたの旅についていき隊」
  - (2023年4月28日 - 月1回・金曜日、リポーター) ：「いいね！写真ハンター」
  - (2023年8月9日 、 サブキャスター[注 3])
  - (2024年10月3日 - 木曜日サブキャスター
- newsX

### ラジオ
- CBCニュース（不定期）
- アナののびしろ

## 過去の担当番組

### テレビ
- なるほどプレゼンター!花咲かタイムズ(2023年4月1日 - 2025年3月29日)

### ラジオ
- つボイノリオの聞けば聞くほど（2021年7月26日）
- きく!ラジオ（2024年12月5日）